# ターム
| ウィキペディアには「ターム」という見出しの百科事典記事はありません（タイトルに「ターム」を含むページの一覧/「ターム」で始まるページの一覧）。 代わりにウィクショナリーのページ「term」が役に立つかもしれません。 |